# Thomas Schaaf
Thomas Schaaf (nascut el 30 d'abril de 1961) és un exfutbolista alemany, que va jugar com a defensa, i posteriorment entrenador de futbol professional. El seu darrer equip entrenat va ser el Werder Bremen.
Un "home d'un sol club", Schaaf va passar tota la seva carrera de jugador amb el club de la Bundesliga Werder Bremen. Va començar a entrenar l'equip l'any 1999 i va deixar el càrrec el 2013, sent un dels entrenadors més longeus de la Bundesliga.

## Carrera com a jugador
Nascut a Mannheim, Schaaf va arribar a l'acadèmia juvenil del Werder Bremen l'any 1972 i es va convertir en professional sis anys després. Després d'un inici lent amb el primer equip, on només va jugar 21 aparicions a la Lliga en quatre anys combinats, 19 d'elles la 1980–81 a segona divisió, finalment es va convertir en un important membre de la plantilla; va debutar a la Bundesliga el 18 d'abril de 1979, en una derrota fora de casa per 0-3 contra el VfL Bochum.
Schaaf va jugar en 260 partits de primer nivell les temporades següents, i finalment es va retirar el 1995 als 34 anys. Durant el seu temps amb el seu únic club, va ajudar el club hanseàtic a guanyar dos campionats nacionals (ja era un jugador marginal en el moment de la conquesta de 1993, que només va participar en cinc partits) i els mateixos a la DFB-Pokal. A l'edició 1991–92 de la Recopa de la UEFA, va estar a la banqueta de la final contra l'AS Monaco FC, però va reemplaçar el lesionat Thomas Wolter després de 30 minuts en una eventual victòria per 2-0 a Lisboa.

## Carrera com a entrenador

### 1987–2013: Werder Bremen

#### 1987–99: inici de la carrera
Schaaf va començar la seva carrera com a entrenador mentre encara era un jugador actiu, tenint cura dels equips juvenils del Werder. Després d'això, va passar a dirigir l'equip de reserva que va competir a la Regionalliga Nord de tercera categoria, abans de succeir Felix Magath el 10 de maig de 1999 com a entrenador de l'equip sènior, amb el club amenaçat seriosament de descens fins a l'última jornada de la temporada: va aconseguir allunyar l'equip del descens, i va guanyar la copa nacional de la campanya immediatament posterior, derrotant el FC Bayern de Múnic en una tanda de penals.

#### 2000–04: Construint l'equip i el doblet
Schaaf va liderar el Werder al doblet la 2003–04, així com la primera DFB-Ligapokal de l'equip dos anys després.

#### 2004–09: aventures europees
A partir de 2004, el club va aconseguir classificar-se cinc vegades consecutives per a la UEFA Champions League, quedant eliminat aviat la 2008-09 però guanyant la copa (la seva tercera com a entrenador -cinquè a la general- i la sisena del Werder), classificant-se així per a la temporada següent de la UEFA Europa League. Aquella mateixa temporada també va guiar el club a la final de la Copa de la UEFA de 2009, va perdre 1–2 davant el FC Xakhtar Donetsk després de la pròrroga.

#### 2009–13: últimes temporades
El 14 de desembre de 2009, Schaaf va signar un nou contracte amb el Werder Bremen. Va liderar l'equip al tercer lloc de la lliga i als playoffs de la Lliga de Campions 2010-11, així com a una segona final consecutiva de la Copa d'Alemanya, que es va perdre contra el Bayern de Múnic.
Schaaf va abandonar el Werder el 15 de maig de 2013 per acord mutu després d'acabar un decebedor catorzè lloc al campionat nacional, cosa que va acabar amb 14 anys al capdavant del club i va posar fi a la seva vinculació de 41 anys amb el club des que s'hi va incorporar com a jugador juvenil d'11 anys. Va supervisar 645 partits com a entrenador durant la seva etapa, acabant amb un rècord de 308 victòries, 138 empats i 199 derrotes i el va portar a sis trofeus importants i sis aparicions a la Lliga de Campions, i va estar vinculat a l'organització durant quatre dècades des dels seus dies com a jugador juvenil. Durant la roda de premsa on va anunciar la seva renúncia, va parlar de la seva admiració pel club i de l'alegria del seu temps passat al Weserstadion, dient: "Vaig passar una estona extraordinària aquí, connectada amb moltes experiències positives i grans èxits. Vull donar les gràcies a tots els que m'han acompanyat en el camí i m'han donat suport. Desitjo al Werder Bremen un futur reeixit."

### 2014–16: anys posteriors al Werder Bremen

#### Temporada 2014-15: Eintracht Frankfurt
El 21 de maig de 2014, després d'un any sense futbol, Schaaf va ser nomenat entrenador en cap de l'Eintracht Frankfurt, signant un contracte de dos anys. Durant la seva primera temporada va portar el seu equip a un novè lloc, encarregant-se del seu partit número 500 de la Bundesliga en el procés. Schaaf va dimitir el 26 de maig de 2015. El seu darrer partit va ser una victòria per 2-1 contra el Bayer Leverkusen. Va acabar amb un rècord de 12 victòries, 10 empats i 14 derrotes en 36 partits i finalment va ser succeït per Armin Veh.

#### Temporada 2015-16: Hannover 96
Schaaf va ser nomenat com a entrenador en cap del Hannover 96 el 28 de desembre de 2015, signant un contracte de 18 mesos i es va presentar formalment als mitjans de comunicació després de la seva primera sessió d'entrenament el 4 de gener de 2016. Es va fer càrrec d'un equip que ocupava la 17a posició, després de fer només 14 punts dels 51 possibles quan va ser contractat. El seu primer partit va ser una derrota a casa per 2-1 contra l'SV Darmstadt 98. El Hannover no va poder marcar cap gol en els seus quatre partits següents.
Schaaf va ser acomiadat el 3 d'abril de 2016, després d'una derrota per 3-0 davant l'Hamburger SV. Va acabar amb un rècord d'una victòria i deu derrotes. La seva primera i única victòria va ser una victòria per 2-1 sobre el VfB Stuttgart el 27 de febrer de 2016, i Daniel Stendel es va fer càrrec de l'equip durant la resta de la temporada.

#### Temporada 2020-21: Breu tornada a Bremen
El maig de 2021, va tornar a Bremen per un partit, després que Florian Kohfeldt fos acomiadat abans de l'última jornada. L'última jornada, el Bremen va perdre a casa per 4–2 contra el Borussia Mönchengladbach i va acabar 17è a la taula de la lliga; per tant, van descendir a 2. Bundesliga per primera vegada des de la temporada 1979-80.

## Palmarès

### Jugador
Werder Bremen
- Bundesliga: 1987–88, 1992–93
- DFB-Pokal: 1990–91, 1993–94 ; subcampió: 1988–89, 1989–90
- 2. Bundesliga: 1980–81
- DFL-Supercopa: 1988, 1993, 1994 ; Subcampió: 1991
- Recopa de la UEFA: 1991–92
- Subcampió de la Supercopa de la UEFA: 1992

### Entrenador
Werder Bremen
- Bundesliga: 2003–04
- DFB-Pokal: 1998–99, 2003–04, 2008–09 ; subcampió: 1999–2000, 2009–10
- DFB-Ligapokal: 2006 ; Subcampió: 1999, 2004
- DFL-Supercup: 2009
- Subcampió de la Copa de la UEFA: 2008–09

Individual
- Entrenador de futbol alemany de l'any: 2004[33]